# Dani Carvajal
Daniel Carvajal Ramos (Leganés, Madrid, 11 de enero de 1992), conocido como Dani Carvajal, es un futbolista español que juega como defensa en el Real Madrid C. F. de la Primera División de España.
Formado como futbolista en la cantera del Real Madrid desde la categoría alevín hasta su equipo filial, fue traspasado la temporada 2012-13 al Bayer Leverkusen, donde hizo su debut como profesional, siendo incluido en el once ideal de la Bundesliga. La temporada siguiente 2013-14, fue recomprado para el primer equipo del Real Madrid, haciéndose desde su llegada con la titularidad en el lateral derecho.

## Trayectoria
Su inicio como jugador de formación, fue en uno de los equipos de su barrio en Leganés, el Lemans. En 2002, ingresó con 10 años en la cantera del Real Madrid, como parte de los alevines del club. De hecho, el 12 de mayo de 2004, Dani Carvajal fue uno de los encargados de colocar la primera piedra de la futura Ciudad Real Madrid junto al entonces presidente de honor Alfredo Di Stéfano. Desde entonces ha pasado por todas las categorías inferiores, desde el Real Madrid Alevín en la temporada 2002-03 hasta que finalmente accede al primer equipo filial, el Real Madrid Castilla Club de Fútbol en la temporada 2010-11.
Rápidamente se convierte en un fijo del equipo que terminaría en tercer lugar y se clasificaría para jugar la promoción de ascenso a Segunda División después de 4 años en la 2.ªB. En ella, el equipo sería eliminado por el Club Deportivo Alcoyano, tras perder por 0-2 en el Estadio Santiago Bernabéu y empatar a 2 goles en el partido de vuelta disputado en Alcoy.
La temporada siguiente, consigue el campeonato del Grupo I de la Segunda División "B" de 2012 lo que les otorgó el derecho a jugar la fase de ascenso de campeones. En ella el filial conseguiría regresar a la Segunda División después de 5 años tras derrotar al Cádiz Club de Fútbol por un resultado global de 8-1. En la ida el equipo blanco logró una victoria de 0-3, que se completó en el partido de vuelta en el Estadio Alfredo Di Stéfano con otra victoria por 5-1.

### Bayer Leverkusen
Cuando en los medios se especulaba con la posibilidad de que formase parte de la primera plantilla del Real Madrid, el club firmó el 9 de julio de 2012 su traspaso al Bayer Leverkusen por cinco temporadas para que su progresión no se viese afectada. El club alemán pagó por él 5 millones de euros y el club blanco se reservó una opción de recompra para las próximas tres temporadas. Esa temporada fue elegido por Bild en el once ideal de la Bundesliga, luego de haber disputado 34 partidos ligueros con un gol y ocho asistencias.

### Real Madrid Club de Fútbol

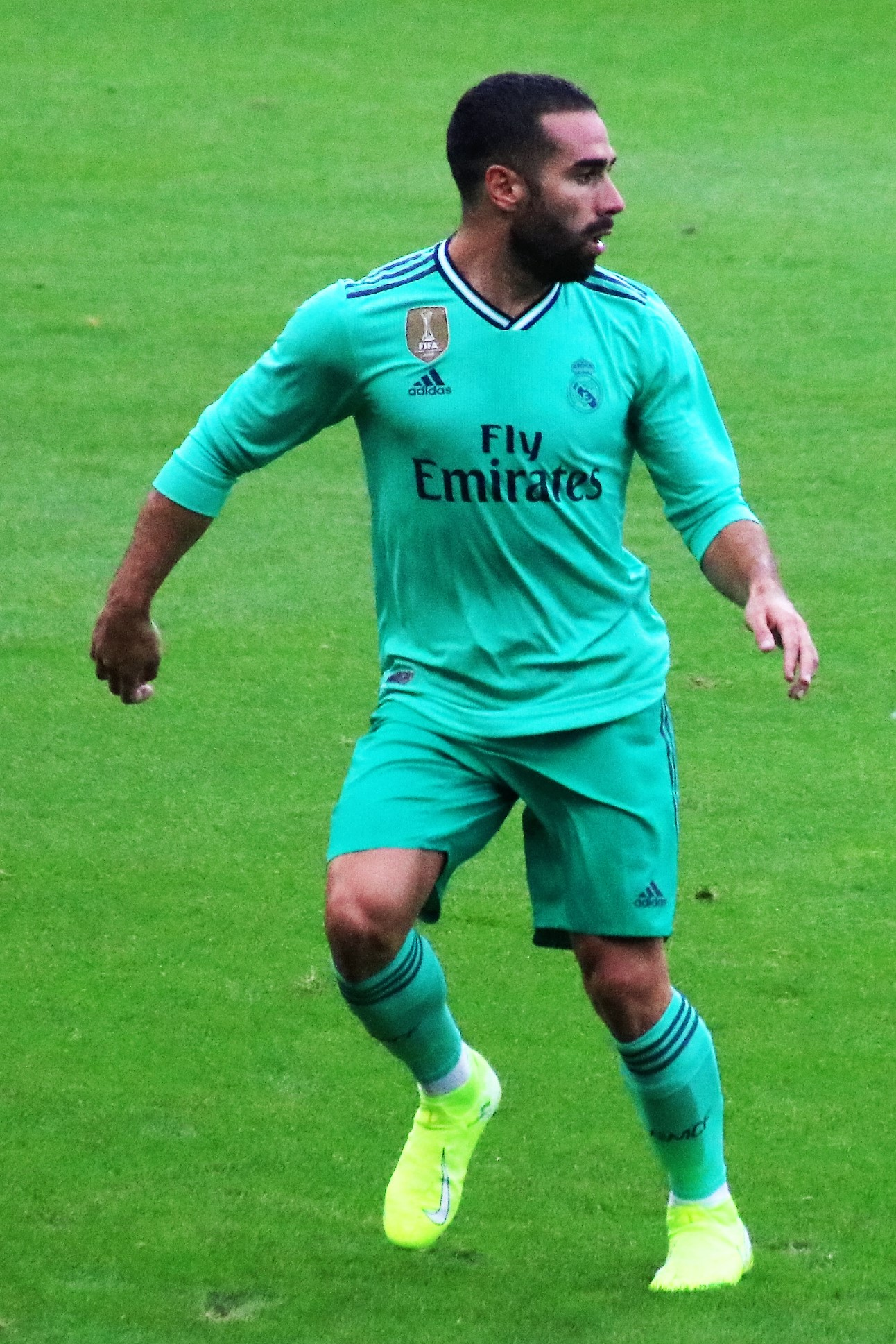
Carvajal en la pretemporada de 2019 con el Real Madrid.

El 3 de junio de 2013 el sitio oficial del Bayer Leverkusen hace oficial la repesca del jugador por el Real Madrid por 6.500.000 euros. El jugador debutó oficialmente con el equipo madridista en el primer partido de Liga de la temporada 2013-14 del 18 de agosto frente al Real Betis Balompié.
Carvajal en tan solo una temporada con el Real Madrid, consiguió disputarle un puesto en el equipo titular a Álvaro Arbeloa, con más años en la primera plantilla.
El jugador participó en la final de la Liga de Campeones de la UEFA, que se disputó el 24 de mayo del 2014, en el cual el Real Madrid se consagró campeón con un 4-1 contra el Atlético de Madrid.
La siguiente temporada, el Real Madrid ganaría la Supercopa de Europa y el Mundialito de Clubes, siendo Carvajal titular en ambas competiciones.
El 8 de julio de 2015 amplió su contrato con el Real Madrid hasta el año 2020. 
En la temporada 2015/2016 Carvajal seguiría siendo titular indiscutible en la banda derecha del conjunto merengue, aún con la llegada de Danilo Luiz, el español lograba imponer su categoría y lo demostraba con asistencias y goles. Disputó la final de la Liga de Campeones frente al Atlético donde el Madrid terminaría ganando la Undécima. No obstante, Dani saldría lesionado del encuentro y se perdería la Eurocopa de Francia.
En agosto de 2016 regresa a las canchas y en el primer partido oficial de la temporada, la Supercopa de Europa frente al Sevilla, sería fundamental y anotaría un gol en el minuto 118 del partido para poner el 3-2 para el Madrid y lograr el trofeo. En noviembre de 2016, la UEFA incluyó a Dani Carvajal en la lista de 40 nominados al Once del Año.
El 1 de junio de 2024 gano su sexta Champions con el Real Madrid por 2-0 contra el Borussia Dortmund. Marcó el primer gol y fue nombrado mejor jugador de la final.
El 5 de octubre de 2024 en el partido por la jornada 9 de LaLiga que se disputó en el Estadio Santiago Bernabéu ante el Villarreal C.F. en el minuto 94, Carvajal sufrió una dura lesión en una disputa por el balón con Yéremi Pino, en la que el lateral encajó su pierna derecha a la altura de la rodilla en la del jugador del equipo visitante, y en el impacto sufrió un movimiento antinatural estirándola más de la cuenta hacia arriba, se le diagnosticó rotura del ligamento cruzado anterior, rotura del ligamento lateral externo y rotura del músculo poplíteo en su pierna derecha, por lo que el zaguero merengue sería baja en lo que resta de la temporada.

## Selección nacional

### Categorías inferiores
Su debut como internacional español en categoría juvenil, fue con la selección sub-19, con la que disputó once partidos y con la que se proclamó campeón continental en el Europeo de 2011 disputado en Rumanía.
Con la selección sub-21 disputó diez partidos, proclamándose campeón continental de la categoría en el Europeo de 2013 disputado en Israel. Su primer gol con la sub-21, se produjo en partido de clasificación para el Europeo de 2015 ante Austria. El jugador anotó un tanto y dio dos asistencias, en un encuentro que acabó con victoria a domicilio por 2-6.

### Selección absoluta

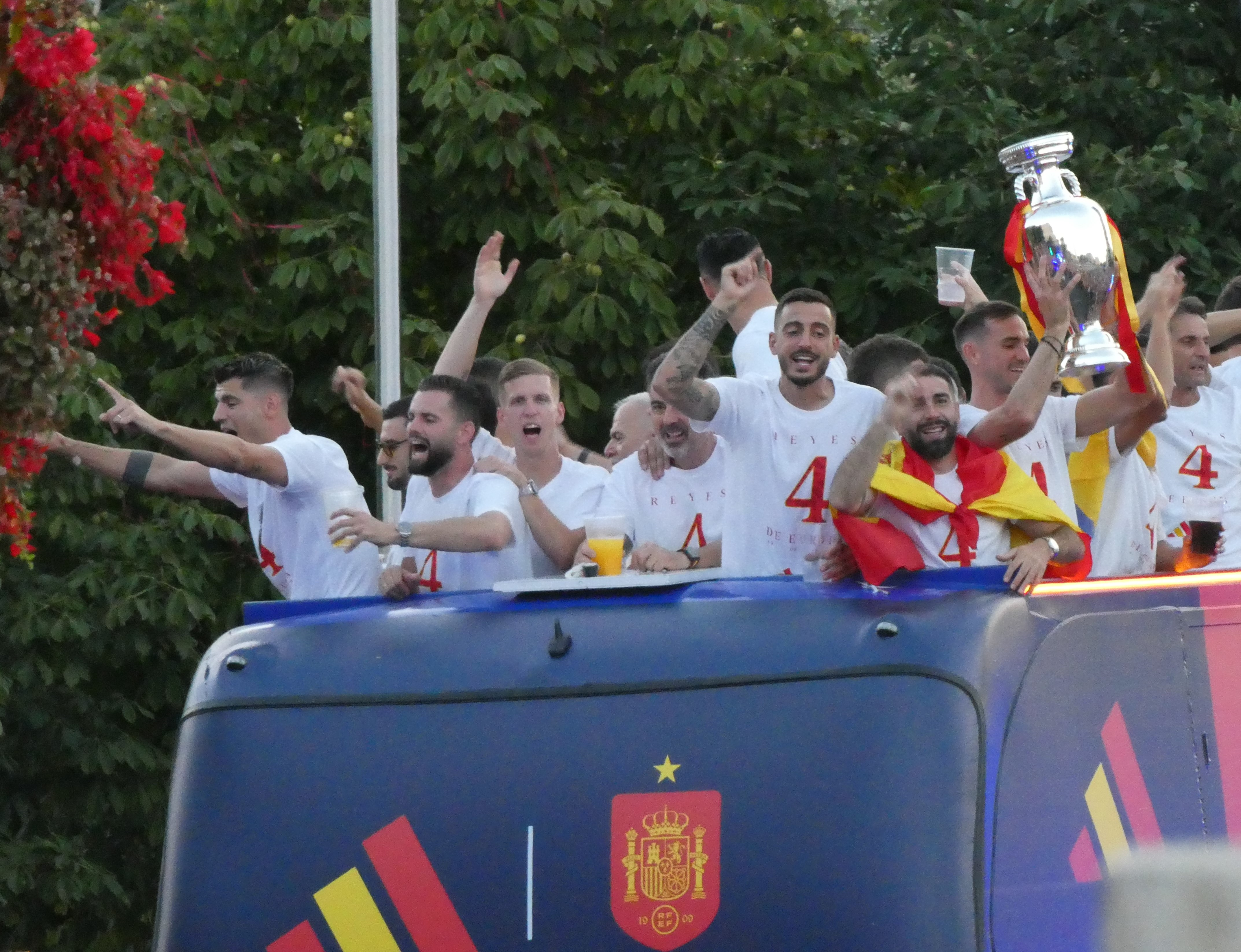
Carvajal junto al resto de internacionales, festejando por las calles de la capital, el triunfo de España en la Eurocopa 2024.

Su debut absoluto con España, se produjo el 4 de septiembre de 2014 en Saint-Denis, en un amistoso que disputó como titular ante Francia. Tres meses antes, el seleccionador nacional Vicente del Bosque, incluyó a Carvajal en la lista de 30 preseleccionados para disputar el Mundial de Brasil, no siendo incluido finalmente en la lista definitiva de 23 convocados.
En 2016 fue convocado para la Eurocopa de Francia, pero una lesión durante la final de la Liga de Campeones disputada en San Siro ante el Atlético de Madrid, impidió que acudiera a su primer campeonato continental de selecciones.
En 2018 pese a tener que retirarse de nuevo por lesión en la final de la Liga de Campeones, se recuperó a tiempo para disputar su primer Mundial en Rusia. Fue convocado por Julen Lopetegui, pero tras su repentino cese por parte del presidente federativo, el por entonces director deportivo Fernando Hierro, tuvo que tomar las riendas del equipo dos días antes del comienzo de la competición. El combinado español fue apeado en octavos de final ante la selección anfitriona, tras tanda de penaltis.
Se perdió la Eurocopa 2020, tras sufrir cinco lesiones a lo largo de la temporada, las tres últimas en el muslo derecho, provocando que terminara la campaña con solo 15 encuentros disputados.
En 2022 disputó su segundo Mundial en Catar. El equipo de Luis Enrique fue apeado contra pronóstico de nuevo en octavos de final, tras empatar a cero al final de la prórroga y perder en tanda de penaltis.
En 2023 logró su primer título absoluto con España, al lograr la Liga de Naciones. En la final ante Croacia, Carvajal fue el encargado de marcar "a lo Panenka" el penalti de la victoria, tras anotar el sexto lanzamiento de la tanda.
Finalmente en la Eurocopa 2024, hizo su debut en la competición continental, tras causar baja por lesión en las dos ediciones previas de 2016 y 2020. En su primer partido, marcó el tercer tanto en la victoria por 3-0 ante Croacia. No pudo jugar las semifinales al ser expulsado en la prórroga de los cuartos de final frente a Alemania, pero sí lo hizo en la final contra Inglaterra en la que España conquistó el título.

### Participaciones en fases finales
| Competición            | Selección | Sede         | Resultado        | Partidos | Goles |
| ---------------------- | --------- | ------------ | ---------------- | -------- | ----- |
| Europeo 2011           | Sub-19    | Rumania      | Campeón          | 3        | 0     |
| Europeo 2013           | Sub-21    | Israel       | Campeón          | 1        | 0     |
| Mundial 2018           | Absoluta  | Rusia        | Octavos de final | 3        | 0     |
| Mundial 2022           | Absoluta  | Catar        | Octavos de final | 2        | 0     |
| Liga de Naciones 2023  | Absoluta  | Países Bajos | Campeón          | 1        | 0     |
| Eurocopa 2024          | Absoluta  | Alemania     | Campeón          | 5        | 1     |
| Total en fases finales | España    | España       | 4 campeonatos    | 15       | 1     |

### Goles como internacional
| N.º | Fecha               | Estadio                            | Rival   | Gol | Resultado | Competición   |
| --- | ------------------- | ---------------------------------- | ------- | --- | --------- | ------------- |
| 1   | 15 de junio de 2024 | Estadio Olímpico, Berlín, Alemania | Croacia | 3-0 | 3-0       | Eurocopa 2024 |

## Estadísticas

### Clubes
Actualizado al último partido disputado el 9 de julio de 2025.
| Club                                | Div.          | Temporada     | Liga  | Liga  | Liga   | Copas nacionales | Copas nacionales | Copas nacionales | Copas internacionales | Copas internacionales | Copas internacionales | Total | Total | Total  |
| Club                                | Div.          | Temporada     | Part. | Goles | Asist. | Part.            | Goles            | Asist.           | Part.                 | Goles                 | Asist.                | Part. | Goles | Asist. |
| ----------------------------------- | ------------- | ------------- | ----- | ----- | ------ | ---------------- | ---------------- | ---------------- | --------------------- | --------------------- | --------------------- | ----- | ----- | ------ |
| Real Madrid Castilla C. F. · España | 2.ª B         | 2010-11       | 30    | 1     | 3      | —                | —                | —                | —                     | —                     | —                     | 30    | 1     | 3      |
| Real Madrid Castilla C. F. · España | 2.ª B         | 2011-12       | 38    | 2     | 7      | —                | —                | —                | —                     | —                     | —                     | 38    | 2     | 7      |
| Real Madrid Castilla C. F. · España | Total club    | Total club    | 68    | 3     | 10     | 0                | 0                | 0                | 0                     | 0                     | 0                     | 68    | 3     | 10     |
| Bayer Leverkusen · Alemania         | 1.ª           | 2012-13       | 32    | 1     | 7      | 2                | 0                | 0                | 2                     | 0                     | 0                     | 36    | 1     | 7      |
| Bayer Leverkusen · Alemania         | Total club    | Total club    | 32    | 1     | 7      | 2                | 0                | 0                | 2                     | 0                     | 0                     | 36    | 1     | 7      |
| Real Madrid C. F. · España          | 1.ª           | 2013-14       | 31    | 2     | 2      | 4                | 0                | 0                | 10                    | 0                     | 1                     | 45    | 2     | 3      |
| Real Madrid C. F. · España          | 1.ª           | 2014-15       | 30    | 0     | 3      | 5                | 0                | 0                | 8                     | 0                     | 2                     | 43    | 0     | 5      |
| Real Madrid C. F. · España          | 1.ª           | 2015-16       | 22    | 0     | 4      | 0                | 0                | 0                | 8                     | 1                     | 1                     | 30    | 1     | 5      |
| Real Madrid C. F. · España          | 1.ª           | 2016-17       | 23    | 0     | 4      | 4                | 0                | 2                | 14                    | 1                     | 5                     | 41    | 1     | 11     |
| Real Madrid C. F. · España          | 1.ª           | 2017-18       | 25    | 0     | 2      | 6                | 0                | 1                | 10                    | 0                     | 4                     | 41    | 0     | 7      |
| Real Madrid C. F. · España          | 1.ª           | 2018-19       | 24    | 1     | 2      | 4                | 0                | 2                | 9                     | 0                     | 1                     | 37    | 1     | 5      |
| Real Madrid C. F. · España          | 1.ª           | 2019-20       | 31    | 1     | 5      | 4                | 0                | 1                | 7                     | 0                     | 1                     | 42    | 1     | 7      |
| Real Madrid C. F. · España          | 1.ª           | 2020-21       | 13    | 0     | 2      | 0                | 0                | 0                | 2                     | 0                     | 0                     | 15    | 0     | 2      |
| Real Madrid C. F. · España          | 1.ª           | 2021-22       | 24    | 1     | 3      | 1                | 0                | 0                | 11                    | 0                     | 1                     | 36    | 1     | 4      |
| Real Madrid C. F. · España          | 1.ª           | 2022-23       | 27    | 0     | 2      | 5                | 0                | 0                | 13                    | 0                     | 3                     | 45    | 0     | 5      |
| Real Madrid C. F. · España          | 1.ª           | 2023-24       | 28    | 4     | 3      | 3                | 1                | 1                | 10                    | 1                     | 0                     | 41    | 6     | 4      |
| Real Madrid C. F. · España          | 1.ª           | 2024-25       | 8     | 1     | 0      | 0                | 0                | 0                | 4                     | 0                     | 1                     | 12    | 1     | 1      |
| Real Madrid C. F. · España          | Total club    | Total club    | 286   | 10    | 29     | 36               | 1                | 7                | 106                   | 3                     | 20                    | 428   | 14    | 56     |
| Total carrera                       | Total carrera | Total carrera | 386   | 14    | 46     | 38               | 1                | 7                | 108                   | 3                     | 20                    | 532   | 18    | 73     |
| 1. 2. 3.                            |               |               |       |       |        |                  |                  |                  |                       |                       |                       |       |       |        |

#### Goles en competición internacional
| Goles en Liga de Campeones   | Goles en Liga de Campeones | Goles en Liga de Campeones | Goles en Liga de Campeones | Goles en Liga de Campeones | Goles en Liga de Campeones | Goles en Liga de Campeones | Goles en Liga de Campeones | Goles en Liga de Campeones | Goles en Liga de Campeones | Goles en Liga de Campeones | Goles en Liga de Campeones |
| Resultados                   | Resultados                 | Resultados                 | Resultados                 | Lugar                      | Estadio                    | Fecha                      | Temporada                  | Gol(es)                    |                            |                            |                            |
| ---------------------------- | -------------------------- | -------------------------- | -------------------------- | -------------------------- | -------------------------- | -------------------------- | -------------------------- | -------------------------- | -------------------------- | -------------------------- | -------------------------- |
| Real Madrid                  | 4                          | 3                          | Shakhtar Donetsk           | Leópolis                   | Arena Lviv                 | 25 de noviembre de 2015    | 2015-16                    |                            |                            |                            |                            |
| Real Madrid                  | 2                          | 0                          | Borussia Dortmund          | Londres                    | Estadio de Wembley         | 1 de junio de 2024         | 2023-24                    |                            |                            |                            |                            |
| Goles en Supercopa de Europa |                            |                            |                            |                            |                            |                            |                            |                            |                            |                            |                            |
| Resultados                   | Resultados                 | Resultados                 | Resultados                 | Lugar                      | Estadio                    | Fecha                      | Temporada                  | Gol(es)                    |                            |                            |                            |
| Real Madrid                  | 3                          | 2                          | Sevilla                    | Trondheim                  | Lerkendal Stadion          | 9 de agosto de 2016        | 2016                       |                            |                            |                            |                            |

### Selecciones
Actualizado al último partido jugado el 12 de junio de 2022.
| Selección | Temporada     | Amistosos | Amistosos | Amistosos | Europeo (4) | Europeo (4) | Europeo (4) | Mundial (5) | Mundial (5) | Mundial (5) | Total (6) | Total (6) | Total (6) |
| Selección | Temporada     | Part.     | Goles     | Asist.    | Part.       | Goles       | Asist.      | Part.       | Goles       | Asist.      | Part.     | Goles     | Asist.    |
| --- | ------------- | --------- | --------- | --------- | ----------- | ----------- | ----------- | ----------- | ----------- | ----------- | --------- | --------- | --------- |
| Sub-19 · España | 2009-10       | 3         | —         | —         | —           | —           | —           | —           | —           | —           | 3         | 0         | 0         |
| Sub-19 · España | 2010-11       | 5         | —         | —         | 5           | —           | —           | —           | —           | —           | 10        | 0         | 0         |
| Sub-19 · España | Total         | 8         | 0         | 0         | 5           | 0           | 0           | 0           | 0           | 0           | 13        | 0         | 0         |
| Sub-21 · España | 2012-13       | 2         | —         | —         | 1           | —           | —           | —           | —           | —           | 3         | 0         | 0         |
| Sub-21 · España | 2013-14       | 1         | —         | —         | 6           | 1           | 3           | —           | —           | —           | 7         | 1         | 3         |
| Sub-21 · España | Total         | 3         | 0         | 0         | 7           | 1           | 3           | 0           | 0           | 0           | 10        | 1         | 3         |
| Absoluta · España | 2014-15       | 3         | —         | —         | 1           | —           | —           | —           | —           | —           | 4         | 0         | 0         |
| Absoluta · España | 2015-16       | —         | —         | —         | 1           | —           | —           | —           | —           | —           | 1         | 0         | 0         |
| Absoluta · España | 2016-17       | 3         | —         | 1         | —           | —           | —           | 4           | —           | 1           | 7         | 0         | 2         |
| Absoluta · España | 2017-18       | 2         | —         | —         | —           | —           | —           | 4           | —           | 1           | 6         | 0         | 1         |
| Absoluta · España | 2018-19       | —         | —         | —         | 3           | —           | 1           | —           | —           | —           | 3         | 0         | 1         |
| Absoluta · España | 2019-20       | —         | —         | —         | 3           | —           | —           | —           | —           | —           | 3         | 0         | 0         |
| Absoluta · España | 2020-21       | —         | —         | —         | 1           | —           | —           | 1           | —           | —           | 2         | 0         | 0         |
| Absoluta · España | 2021-22       | 1         |           |           | 2           |             |             | 1           |             |             | 4         | 0         | 0         |
| Absoluta · España | Total         | 8         | 0         | 1         | 9           | 0           | 1           | 9           | 0           | 2           | 26        | 0         | 4         |
| Total carrera | Total carrera | 22        | 0         | 1         | 21          | 1           | 4           | 9           | 0           | 2           | 53        | 1         | 7         |
| (4) Incluye datos de Europeo Sub-19, Eurocopa Sub-21, Liga de Naciones, Eurocopa y procesos clasificatorios. (5) Incluye datos de las fases de clasificación para los campeonatos del Mundo. (6) No incluye goles en partidos amistosos. |               |           |           |           |             |             |             |             |             |             |           |           |           |

## Palmarés

### Títulos nacionales
| Título                | Club                 | País   | Año  |
| --------------------- | -------------------- | ------ | ---- |
| División de Honor     | Real Madrid Juvenil  | España | 2010 |
| Copa de Campeones     | Real Madrid Juvenil  | España | 2010 |
| Campeonato de 2.ª "B" | Real Madrid Castilla | España | 2012 |
|                       |                      |        |      |
| Copa del Rey          | Real Madrid C. F.    | España | 2014 |
| Campeonato de Liga    | Real Madrid C. F.    | España | 2017 |
| Supercopa de España   | Real Madrid C. F.    | España | 2017 |
| Supercopa de España   | Real Madrid C. F.    | España | 2020 |
| Campeonato de Liga    | Real Madrid C. F.    | España | 2020 |
| Supercopa de España   | Real Madrid C. F.    | España | 2022 |
| Campeonato de Liga    | Real Madrid C. F.    | España | 2022 |
| Copa del Rey          | Real Madrid C. F.    | España | 2023 |
| Supercopa de España   | Real Madrid C. F.    | España | 2024 |
| Campeonato de Liga    | Real Madrid C. F.    | España | 2024 |

### Títulos internacionales
(*) Incluyendo la selección.
| Título                           | Equipo *            | Sede         | Año  |
| -------------------------------- | ------------------- | ------------ | ---- |
| Europeo (sub-19)                 | España (sub-19)     | Rumania      | 2011 |
| Europeo (sub-21)                 | España (sub-21)     | Israel       | 2013 |
| Liga de Campeones de la UEFA     | Real Madrid C. F.   | Lisboa       | 2014 |
| Supercopa de Europa              | Real Madrid C. F.   | Cardiff      | 2014 |
| Mundial de Clubes                | Real Madrid C. F.   | Marruecos    | 2014 |
| Liga de Campeones de la UEFA     | Real Madrid C. F.   | Milán        | 2016 |
| Supercopa de Europa              | Real Madrid C. F.   | Trondheim    | 2016 |
| Mundial de Clubes                | Real Madrid C. F.   | Japón        | 2016 |
| Liga de Campeones de la UEFA     | Real Madrid C. F.   | Cardiff      | 2017 |
| Supercopa de Europa              | Real Madrid C. F.   | Skopie       | 2017 |
| Mundial de Clubes                | Real Madrid C. F.   | EAU          | 2017 |
| Liga de Campeones de la UEFA     | Real Madrid C. F.   | Kiev         | 2018 |
| Mundial de Clubes                | Real Madrid C. F.   | EAU          | 2018 |
| Liga de Campeones de la UEFA     | Real Madrid C. F.   | París        | 2022 |
| Supercopa de Europa              | Real Madrid C. F.   | Helsinki     | 2022 |
| Mundial de Clubes                | Real Madrid C. F.   | Marruecos    | 2022 |
| Liga de Naciones de la UEFA      | Selección de España | Países Bajos | 2023 |
| Liga de Campeones de la UEFA     | Real Madrid C. F.   | Londres      | 2024 |
| Eurocopa                         | Selección de España | Alemania     | 2024 |
| Supercopa de la UEFA             | Real Madrid C. F.   | Varsovia     | 2024 |
| Copa Intercontinental de la FIFA | Real Madrid C. F.   | Catar        | 2024 |

### Distinciones individuales
| Distinción                                  | Año                                            |
| ------------------------------------------- | ---------------------------------------------- |
| Equipo Ideal de la Bundesliga               | 2013                                           |
| Equipo Ideal de La Liga                     | 2014, 2017                                     |
| Equipo Ideal de la Liga de Campeones        | 2014, 2017, 2024                               |
| Nominado al FIFA/FIFPro World XI            | 2014, 2015, 2016, 2017, 2018, 2022, 2023, 2024 |
| FIFPro «World 11»                           | 2024                                           |
| The Best «FIFA 11»                          | 2024                                           |
| Nominado al «Balón de Oro» (4º)             | 2024                                           |
| Nominado al FIFA «The Best» (4º)            | 2024                                           |
| Mejor jugador en final de Liga de Campeones | 2024                                           |

## Vida privada
El 24 de octubre de 2018 se hizo pública su relación con la modelo Daphne Cañizares, con la que contrajo matrimonio el 24 de junio de 2022 en Ayllón, Segovia, España. Tienen dos hijos; el primero, Martín, nació el 7 de diciembre de 2020, y el segundo, Mauro, nació el 7 de julio de 2023.
Es concuñado del futbolista Joselu Mato y primo segundo del periodista deportivo Julio Maldonado Maldini.